# Sucha zgnilizna przykielichowa jabłek

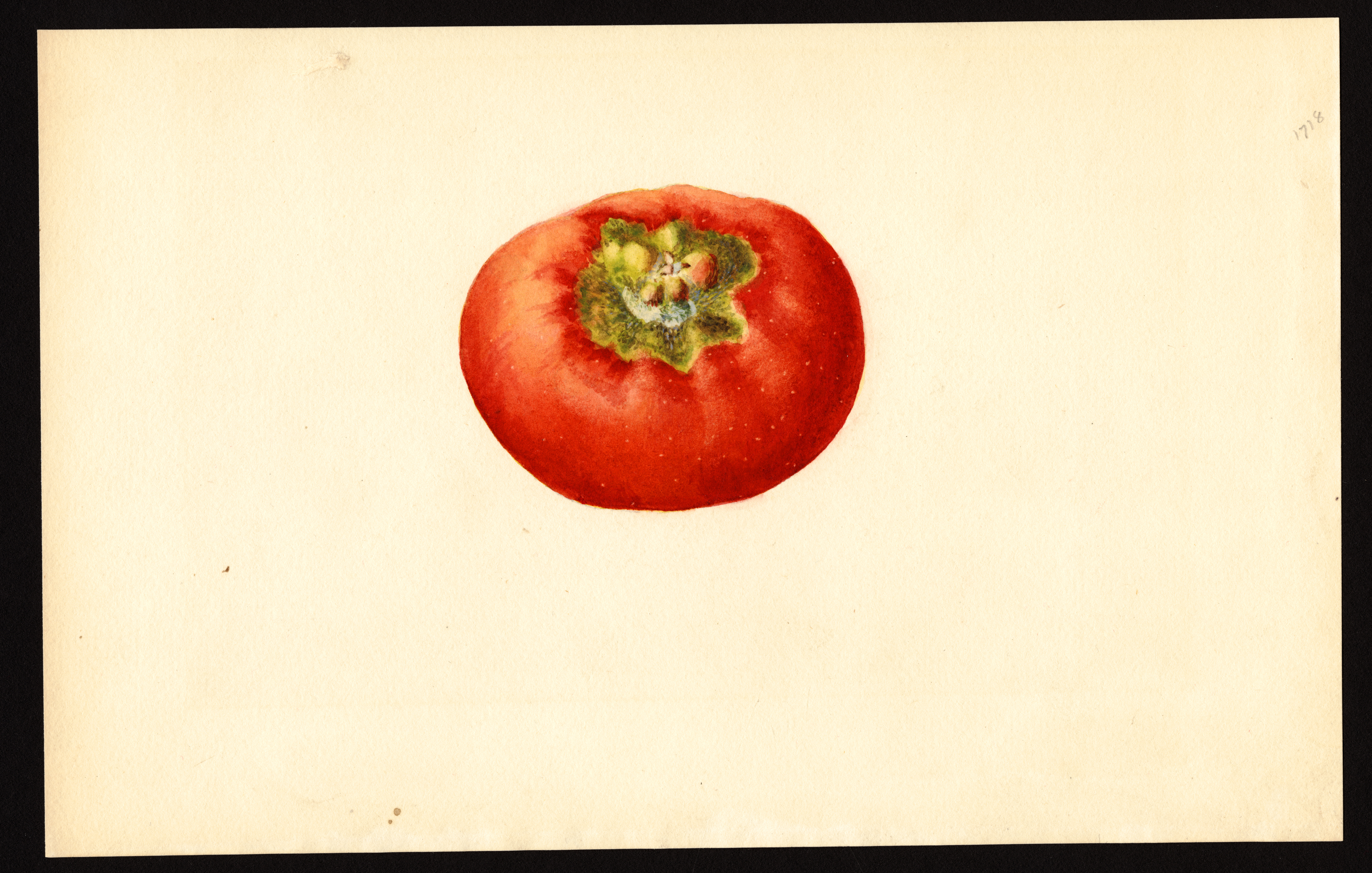

Sucha zgnilizna przykielichowa jabłek lub szara pleśń i sucha zgnilizna przykielichowa jabłek – grzybowa choroba jabłek wywołana przez grzyby mikroskopijne, głównie Alternaria alternata i Botrytis cinerea, czasami także grzyby z rodzaju Fusarium.
Objawy choroby pojawiają się na jabłkach w drugiej połowie lata, jednakże infekcja grzybami następuje w okresie kwitnienia. Patogeny wnikają do kwiatu zazwyczaj przez działki kielicha. Objawami choroby są suche, brązowe plamy wokół szypułki jabłka. Jabłka porażone suchą zgnilizną mogą wcześniej dojrzewać i opadać z drzew. Przy ciepłej i wilgotnej pogodzie może powstać miękka zgnilizna przykielichowa, która początkowo obejmuje tylko okolice szypułki, ale później całe jabłka, które gniją na drzewie i opadają.
Choroba najczęściej występuje na odmianach ‘Alwa’, ‘Gloster’, ‘Ligol’, Pauraled. Jest trudna do zwalczania, gdyż nie zaleca się opryskiwania fungicydami w okresie kwitnienia.